# Potenza Picena
Potenza Picena település Olaszországban, Marche régióban, Macerata megyében. Lakosainak száma 15 402 fő (2023. január 1.). Potenza Picena Civitanova Marche, Montecosaro, Montelupone, Porto Recanati és Recanati községekkel határos.

## Népesség
A település lakossága az elmúlt években az alábbi módon változott:
| Lakosok száma | 15 836 | 15 827 | 15 402 |
|               | 2017   | 2018   | 2023   |